# Enzo Roco

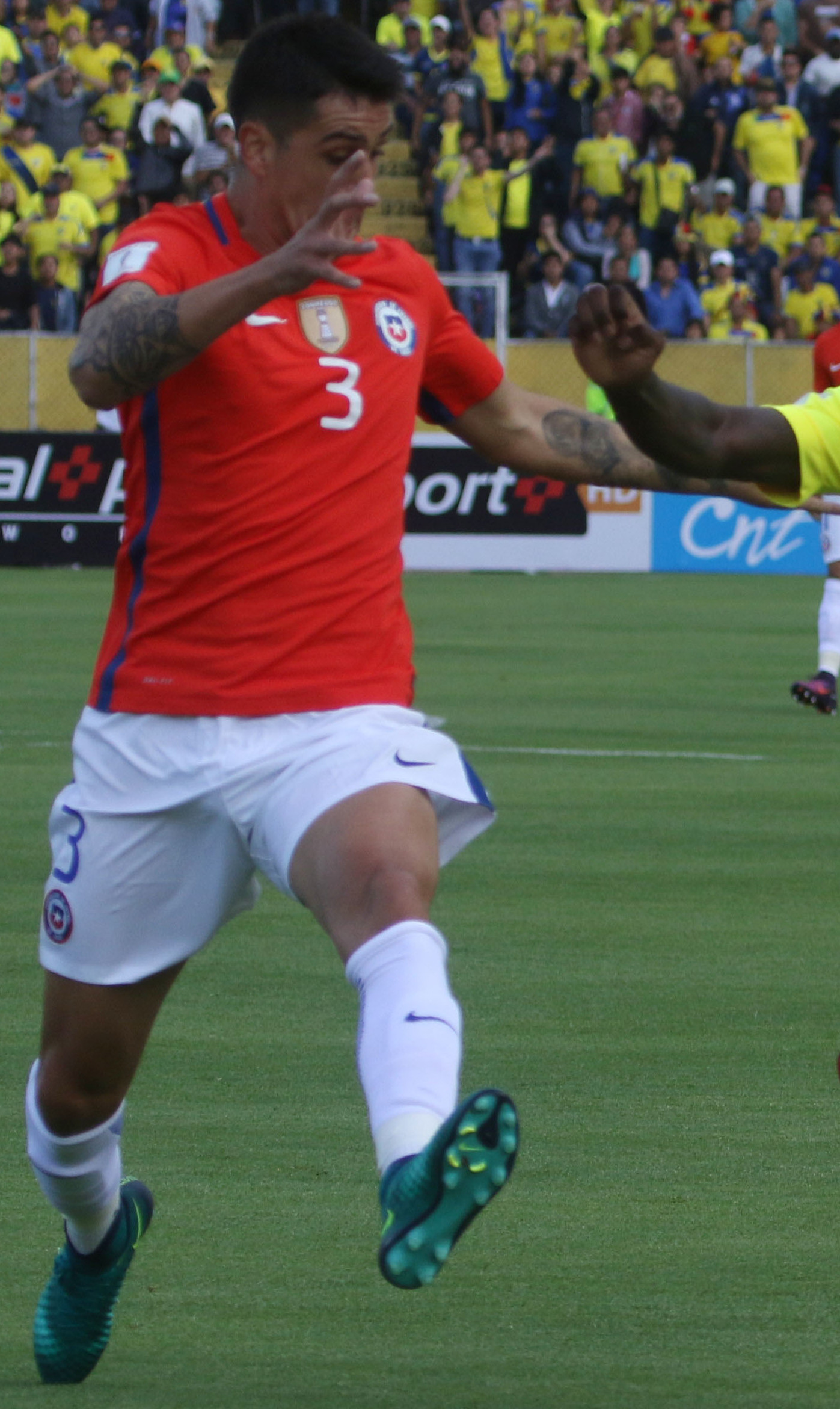
Quito, 6 de outubro (Andes).- O Equador (amarelo) voltou a mostrar a imagem que o levou a vencer as quatro primeiras partidas consecutivas das Eliminatórias da Copa do Mundo Rússia 2018 e com algumas variações venceu o Chile por 3 a 0 no Atahualpa Estádio Olímpico de Quito.ANDES/Micaela Ayala V.

Enzo Pablo Andía Roco (Santiago, 16 de agosto de 1992) é um futebolista chileno que joga como zagueiro no Al-Tai FC.

## Clubes
Formado na base da Universidad Católica, Roco foi promovido em 2009 para a equipe profissional. Em 2010, foi campeão do Campeonato Chileno. Fez seu primeiro gol profissional em 2011, na partida de volta da semifinal do Torneo Apertura contra o Unión La Calera.

## Títulos
Universidad Católica
- Campeonato Chileno: 2010
- Copa Chile: 2011
- Copa Ciudad de Temuco: 2012

Seleção Chilena
- Copa América:  2016